# آروتیک روبنیان
آروتیک روبنیان (یونانی: Αριστίδης Ρουμπενιαν؛ زادهٔ ۵ ژوئیهٔ ۱۹۶۶) یک کشتی‌گیر ارمنی‌تبار اهل یونان است.
وی در مسابقات کشوری و بین‌المللی در مجموع برندهٔ ۱ مدال طلا، ۲ مدال نقره، ۲ مدال برنز شده‌است.